# António Louçã
António Louçã, (n. 1955), é um historiador e jornalista português.
Tem diversos livros publicados. Foi correspondente do "Diário Popular" em Madrid (1979), director da revista mensal "Versus"(1983-1987), chefe de redacção de "Semana Informática" (1988-1989), correspondente de "Semana Informática" em Berlim (1990-1995) e editor da revista "História" (2000). Jornalista da RTP desde 2001, foi em 2004 autor do programa "País em Memória" na RTP Memória. Venceu, com Sofia Leite, o Grande Prémio Gazeta 2008 de Jornalismo, com a reportagem para a RTP “A Lista de Chorin”.Tem o Mestrado em História Contemporânea de Portugal (2000).

## Livros publicados
- "Negócios com os nazis. Ouro e outras pilhagens" (Lisboa: Fim de Século, 1997)
- "Hitler e Salazar. Comércio em tempos de guerra" (Lisboa, 2000)[2]
- "Nazigold für Portugal" (Viena, 2002)
- "Portugal visto pelos nazis. Documentos. 1933-1945", Lisboa: Fim de Século, 2005 (em colaboração com Elsa Sertório)
- "Conspiradores e traficantes. Portugal no tráfico de armas e de divisas nos anos do nazismo. 1933-1945", Lisboa: Oficina do Livro, 2005.[2]
- "O segredo da Rua d’O Século. Ligações perigosas de um dirigente judeu com a Alemanha nazi (1935-1939)”, Lisboa: Fim de Século, 2007 (em co-autoria com Isabelle Paccaud)